# Ника (кинопремия, 2019)
32-я церемония вручения наград национальной кинематографической премии «Ника» за 2018 год состоялась 30 марта 2019 года в московском государственном театре «Русская песня». Лауреаты специальных наград и номинанты в состязательных категориях были объявлены 27 февраля 2019 года.
Биографическая музыкальная драма «Лето», режиссёра Кирилла Серебренникова, была выдвинута на премию в рекордном количестве номинаций (12) и в итоге удостоена четырёх наград, в том числе за лучшую режиссуру. Лучшим фильмом года была признана военная драма Алексея Федорченко — «Война Анны», взявшая также приз за лучшую женскую роль, доставшийся 9-летней дебютантке Марте Козловой. В этом году была впервые вручена награда в новой категории «Лучшая работа режиссёра монтажа», лауреатом которой стал Юрий Карих («Лето»).

## Специальные призы
- Премия в номинации «Честь и достоинство» имени Эльдара Рязанова была вручена кинорежиссёру Отару Иоселиани (награду вручил Юрий Рост).
- Почётную награду «За вклад в кинематографические науки, критику и образование» Совет Академии принял решение вручить кинокритику, кандидату искусствоведения Ирине Ивановне Рубановой[2] (награду представил Андрей Плахов).
- Фильм «Домашний арест» (авторы Семён Слепаков, Пётр Буслов) получил специальный приз Совета Академии «За творческие достижения в области телевизионного кинематографа» (награду вручил Михаил Федотов).

## Список лауреатов и номинантов
Количество наград/номинаций: 
- 4/12: «Лето»
- 2/10: «Война Анны»
- 2/6: «Человек, который удивил всех»
- 2/5: «История одного назначения»
- 4/4: «Ван Гоги»
- 1/4: «Довлатов»
- 0/3: «Сердце мира»
- 0/2: «Кислота»
- 1/1: «Хрусталь» / «Параджанов. Тарковский. Антипенко. Светотени» / «Знаешь, мама, где я был?»

| Категории                                                                                 | Лауреаты и номинанты |
| ----------------------------------------------------------------------------------------- | --- |
| Лучший игровой фильм (награды вручал Отар Иоселиани)                                      | • Война Анны (режиссёр: Алексей Федорченко; продюсеры: Андрей Савельев, Артём Васильев, Максим Ложевский)                                                         |
| Лучший игровой фильм (награды вручал Отар Иоселиани)                                      | • Довлатов (режиссёр: Алексей Герман мл.; продюсеры: Андрей Савельев, Артём Васильев, Константин Эрнст)                                                           |
| Лучший игровой фильм (награды вручал Отар Иоселиани)                                      | • История одного назначения (режиссёр: Авдотья Смирнова; продюсеры: Наталья Смирнова, Оксана Барковская, Анатолий Чубайс, Сергей Сельянов, Виктория Шамликашвили) |
| Лучший игровой фильм (награды вручал Отар Иоселиани)                                      | • Лето (режиссёр: Кирилл Серебренников; продюсеры: Илья Стюарт, Мурад Османн, Павел Буря)                                                                         |
| Лучший игровой фильм (награды вручал Отар Иоселиани)                                      | • Человек, который удивил всех (режиссёры: Наталья Меркулова, Алексей Чупов; продюсер: Екатерина Филиппова)                                                       |
| Лучший фильм стран СНГ, Грузии и Балтии (награду вручала Екатерина Мцитуридзе)            | • Хрусталь ( Белоруссия, режиссёр: Дарья Жук) |
| Лучший фильм стран СНГ, Грузии и Балтии (награду вручала Екатерина Мцитуридзе)            | • Берлин-Аккурган ( Узбекистан, режиссёр: Зульфикар Мусаков) |
| Лучший фильм стран СНГ, Грузии и Балтии (награду вручала Екатерина Мцитуридзе)            | • Ласковое безразличие мира ( Казахстан, режиссёр: Адильхан Ержанов)                                                                                              |
| Лучший фильм стран СНГ, Грузии и Балтии (награду вручала Екатерина Мцитуридзе)            | • Мунабия ( Кыргызстан, режиссёр: Таалайбек Кулмендеев) |
| Лучший фильм стран СНГ, Грузии и Балтии (награду вручала Екатерина Мцитуридзе)            | • Прекрасная коррупция ( (Молдавия, режиссёр: Евгений Дамаскин)                                                                                                   |
| Лучший неигровой фильм (награду вручал Армен Медведев)                                    | • Параджанов. Тарковский. Антипенко. Светотени (режиссёр: Андрей Осипов)                                                                                          |
| Лучший неигровой фильм (награду вручал Армен Медведев)                                    | • Александр Галич. Навсегда отстегните ремни (режиссёр: Елена Якович)                                                                                             |
| Лучший неигровой фильм (награду вручал Армен Медведев)                                    | • Белая мама (режиссёры: Евгения Останина, Зося Родкевич) |
| Лучший анимационный фильм (награду вручала Юлиана Слащёва)                                | • Знаешь, мама, где я был? (режиссёр: Леван Габриадзе) |
| Лучший анимационный фильм (награду вручала Юлиана Слащёва)                                | • Гофманиада (режиссёр: Станислав Соколов) |
| Лучший анимационный фильм (награду вручала Юлиана Слащёва)                                | • Митина любовь (режиссёр: Светлана Филиппова) |
| Лучшая режиссёрская работа (награду вручал Вадим Абдрашитов)                              | • Кирилл Серебренников — «Лето» |
| Лучшая режиссёрская работа (награду вручал Вадим Абдрашитов)                              | • Алексей Герман мл. — «Довлатов» |
| Лучшая режиссёрская работа (награду вручал Вадим Абдрашитов)                              | • Наталья Меркулова, Алексей Чупов — «Человек, который удивил всех»                                                                                               |
| Лучшая режиссёрская работа (награду вручал Вадим Абдрашитов)                              | • Алексей Федорченко — «Война Анны» |
| Лучшая сценарная работа (награды вручал Рустам Ибрагимбеков)                              | • Авдотья Смирнова, Анна Пармас, Павел Басинский — «История одного назначения»                                                                                    |
| Лучшая сценарная работа (награды вручал Рустам Ибрагимбеков)                              | • Наталья Меркулова, Алексей Чупов — «Человек, который удивил всех»                                                                                               |
| Лучшая сценарная работа (награды вручал Рустам Ибрагимбеков)                              | • Наталия Мещанинова, Алексей Федорченко — «Война Анны» |
| Лучшая мужская роль (награды вручали Вениамин Смехов и Алика Смехова)                     | • Алексей Серебряков — «Ван Гоги» |
| Лучшая мужская роль (награды вручали Вениамин Смехов и Алика Смехова)                     | • Евгений Цыганов — «Человек, который удивил всех» |
| Лучшая мужская роль (награды вручали Вениамин Смехов и Алика Смехова)                     | • Степан Девонин — «Сердце мира» |
| Лучшая женская роль (награду вручал Сергей Гармаш)                                        | • Марта Козлова — «Война Анны» |
| Лучшая женская роль (награду вручал Сергей Гармаш)                                        | • Наталья Кудряшова — «Человек, который удивил всех» |
| Лучшая женская роль (награду вручал Сергей Гармаш)                                        | • Ирина Старшенбаум — «Лето» |
| Лучшая мужская роль второго плана (награду вручали Владимир Долинский и Полина Долинская) | • Юрий Кузнецов — «Человек, который удивил всех» |
| Лучшая мужская роль второго плана (награду вручали Владимир Долинский и Полина Долинская) | • Александр Горчилин — «Лето» |
| Лучшая мужская роль второго плана (награду вручали Владимир Долинский и Полина Долинская) | • Филипп Гуревич — «История одного назначения» |
| Лучшая мужская роль второго плана (награду вручали Владимир Долинский и Полина Долинская) | • Дмитрий Поднозов — «Сердце мира» |
| Лучшая женская роль второго плана (награду вручал Сергей Гармаш)                          | • Елена Коренева — «Ван Гоги» |
| Лучшая женская роль второго плана (награду вручал Сергей Гармаш)                          | • Юлия Ауг — «Лето» |
| Лучшая женская роль второго плана (награду вручал Сергей Гармаш)                          | • Ирина Горбачёва — «История одного назначения» (за роль Софьи Андреевны Толстой)                                                                                 |
| Лучшая операторская работа (награду вручал Владимир Познер)                               | • Юрий Клименко — «Ван Гоги» |
| Лучшая операторская работа (награду вручал Владимир Познер)                               | • Владислав Опельянц — «Лето» |
| Лучшая операторская работа (награду вручал Владимир Познер)                               | • Алишер Хамидходжаев — «Война Анны» |
| Лучшая работа режиссёра монтажа (награду вручали Владимир Хотиненко и Татьяна Яковлева)   | • Юрий Карих — «Лето» |
| Лучшая работа режиссёра монтажа (награду вручали Владимир Хотиненко и Татьяна Яковлева)   | • Даша Данилова — «Сердце мира» |
| Лучшая работа режиссёра монтажа (награду вручали Владимир Хотиненко и Татьяна Яковлева)   | • Павел Ханютин, Эрве Шнайд — «Война Анны» |
| Лучшая музыка к фильму (награду вручал Михаил Швыдкой)                                    | • Леонид Десятников, Алексей Сергунин — «Ван Гоги» |
| Лучшая музыка к фильму (награду вручал Михаил Швыдкой)                                    | • Рома Зверь, Герман Осипов — «Лето» |
| Лучшая музыка к фильму (награду вручал Михаил Швыдкой)                                    | • Владимир Комаров, Ацуо Мацумото — «Война Анны» |
| Лучшая работа звукорежиссёра (награду вручал Михаил Швыдкой)                              | • Борис Войт — «Лето» |
| Лучшая работа звукорежиссёра (награду вручал Михаил Швыдкой)                              | • Венсан Арнарди — «Война Анны» |
| Лучшая работа звукорежиссёра (награду вручал Михаил Швыдкой)                              | • Василий Фёдоров — «Кислота» |
| Лучшая работа художника (награду вручал Борис Бланк)                                      | • Елена Окопная — «Довлатов» |
| Лучшая работа художника (награду вручал Борис Бланк)                                      | • Алексей Максимов — «Война Анны» |
| Лучшая работа художника (награду вручал Борис Бланк)                                      | • Андрей Понкратов — «Лето» |
| Лучшая работа художника по костюмам (награду вручал Борис Бланк)                          | • Татьяна Патрахальцева — «История одного назначения» |
| Лучшая работа художника по костюмам (награду вручал Борис Бланк)                          | • Татьяна Долматовская — «Лето» |
| Лучшая работа художника по костюмам (награду вручал Борис Бланк)                          | • Елена Окопная — «Довлатов» |
| Открытие года (награду вручали Анна Уколова и Александр Робак)                            | • Рома Зверь (мужская роль) — «Лето» |
| Открытие года (награду вручали Анна Уколова и Александр Робак)                            | • Александр Горчилин (режиссёр) — «Кислота» |
| Открытие года (награду вручали Анна Уколова и Александр Робак)                            | • Марта Козлова (женская роль) — «Война Анны» |